# Greivis Vásquez
Greivis Josué Vásquez Rodríguez (ur. 16 stycznia 1987 w Caracas) – wenezuelski koszykarz, występujący na pozycji rozgrywającego bądź rzucającego obrońcy.
Uczęszczał do szkoły średniej Montrose Christian School, położonej w Rockville w stanie Maryland. Podczas dwóch ostatnich sezonów szkolna drużyna koszykarska Mustangs, m.in. z nim i Kevinem Durantem w składzie, osiągnęła bilans 43-5. Po ukończeniu szkoły rozpoczął studia na uniwersytecie Maryland w College Park. Przed rozpoczęciem drugiego sezonu powołano go do reprezentacji Wenezueli na Mistrzostwa Ameryk w koszykówce 2007. 21 lutego 2009 roku, w meczu przeciwko drużynie koszykarskiej North Carolina Tar Heels zanotował pierwsze do 1987 roku triple-double w historii Maryland Terrapins, zdobywając rekordowe w karierze 35 punktów. W kolejnym sezonie zdobył nagrodę dla najlepszego rozgrywającego rozgrywek akademickich, a także został wybrany do drugiego składu najlepszych zawodników Stanów Zjednoczonych. Po ukończeniu studiów zgłosił się do draftu NBA 2010, w którym to Memphis Grizzlies wybrali go z 28 numerem. Przed rozpoczęciem sezonu NBA 2011/2012 Grizzlies wymienili go do New Orleans Hornets.
W sezonie 2012/2013 zajął drugie miejsce w głosowaniu na największy postęp sezonu NBA. 10 lipca 2013 w ramach wymiany między trzema klubami trafił do Sacramento Kings. 9 grudnia 2013, Vásquez, John Salmons, Patrick Patterson oraz Chuck Hayes zostali wytransferowani do Toronto Raptors w zamian za Rudy'ego Gaya, Quincy'ego Acy i Aarona Graya.
Pod koniec czerwca 2015 roku trafił w wyniku wymiany do zespołu Milwaukee Bucks. 13 lipca 2016 roku podpisał umowę z klubem Brooklyn Nets.

## Osiągnięcia
Na podstawie, o ile nie zaznaczono inaczej.

### NCAA
- Uczestnik turnieju NCAA (2007, 2009, 2010)
- Mistrz sezonu regularnego konferencji Atlantic Coast (2010)
- Zawodnik Roku Konferencji ACC (2010)[17]
- MVP CBE Classic College Park Regional (2008)
- Laureat Bob Cousy Award (2010)[18]
- Zaliczony do:
  - I składu:
    - ACC (2010)
    - turnieju CBE Classic (2008)

  - II składu:
    - All-American (2010)
    - ACC (2008, 2009)
    - turnieju ACC (2009)

### NBA
- Zawodnik tygodnia (31.12.2012)

### Reprezentacja
Drużynowe
- Mistrz Ameryki Południowej (2014)
- Wicemistrz Ameryki Południowej (2012)
- Uczestnik mistrzostw:
  - Ameryki (2007 – 8. miejsce, 2009 – 9. miejsce, 2011 – 5. miejsce)
  - Ameryki U–21 (2004)

Indywidualne
- MVP mistrzostw Ameryki Południowej (2014)
- Lider mistrzostw Ameryki w asystach (2011)